# 닷넷
닷넷(영어: .NET, 이전 명칭: 닷넷 코어/.NET Core)는 닷넷 프레임워크의 오픈 소스 버전으로 개발하여 공개된 소프트웨어 프레임워크이다.

## 역사
| 버전                                                                     | 출시일             | 함께 출시됨                     | 최신 업데이트   | 최신 업데이트 출시일 | 지원 종료일        | 지원 기간        |
| ------------------------------------------------------------------------ | ------------------ | ------------------------------- | --------------- | -------------------- | ------------------ | ---------------- |
| .NET Core 1.0                                                            | 2016년 6월 27일    | 비주얼 스튜디오 2015 업데이트 3 | 1.0.16          | 2019년 5월 14일      | 2019년 6월 27일    | 3년              |
| .NET Core 1.1                                                            | 2016년 11월 16일   | 비주얼 스튜디오 2017 버전 15.0  | 1.1.13          | 2019년 5월 14일      | 2019년 6월 27일    | 2년 6개월        |
| .NET Core 2.0                                                            | 2017년 8월 14일    | 비주얼 스튜디오 2017 버전 15.3  | 2.0.9           | 2018년 7월 10일      | 2018년 10월 1일    | 1년 3개월        |
| .NET Core 2.1                                                            | 2018년 5월 30일    | 비주얼 스튜디오 2017 버전 15.7  | 2.1.30 (LTS)    | 2021년 8월 19일      | 2021년 8월 21일    | 3년 3개월        |
| .NET Core 2.2                                                            | 2018년 12월 4일    | 비주얼 스튜디오 2019 버전 16.0  | 2.2.8           | 2019년 11월 19일     | 2019년 12월 23일   | 9개월            |
| .NET Core 3.0                                                            | 2019년 9월 23일    | 비주얼 스튜디오 2019 버전 16.3  | 3.0.3           | 2020년 2월 18일      | 2020년 3월 3일     | 6개월            |
| .NET Core 3.1                                                            | 2019년 12월 3일    | 비주얼 스튜디오 2019 버전 16.4  | 3.1.32 (LTS)    | 2022년 12월 13일     | 2022년 12월 13일   | 3년              |
| .NET 5                                                                   | 2020년 11월 10일   | 비주얼 스튜디오 2019 버전 16.8  | 5.0.17          | 2022년 5월 10일      | 2022년 5월 10일    | 1년 6개월        |
| .NET 6                                                                   | 2021년 11월 8일    | 비주얼 스튜디오 2022 버전 17.0  | 6.0.29 (LTS)    | 2024년 4월 9일       | 2024년 11월 12일   | 3년              |
| .NET 7                                                                   | 2022년 11월 8일    | 비주얼 스튜디오 2022 버전 17.4  | 7.0.18          | 2024년 4월 9일       | 2024년 5월 14일    | 1년 6개월        |
| .NET 8                                                                   | 2023년 11월 14일   | 비주얼 스튜디오 2022 버전 17.8  | 8.0.4 (LTS)     | 2024년 4월 9일       | 2026년 11월 10일   | 3년              |
| .NET 9                                                                   | 2024년 11월 (예정) |                                 | 9.0.0-preview.6 | 2024년 7월 9일       | 2026년 5월 (예정)  | 1년 6개월 (예정) |
| .NET 10                                                                  | 2025년 11월 (예정) |                                 | (LTS 예정)      |                      | 2028년 11월 (예정) | 3년 (예정)       |
| 범례:오래된 버전오래된 버전, 지원 중최신 버전최신 미리보기 버전배포 예정 |                    |                                 |                 |                      |                    |                  |

.NET Core 2.1부터 musl libc를 주로 사용하는 알파인 리눅스를 지원한다.
.NET 5부터 윈도우 Arm64가 네이티브로 지원된다.

## 언어 지원

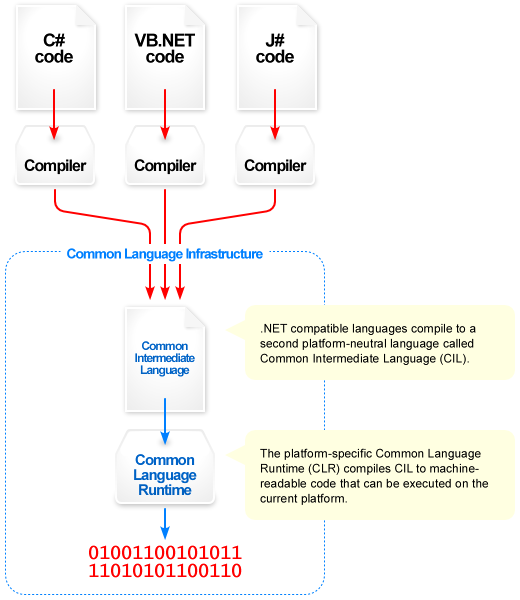

주로 C# 및 F#을 지원하며, 비주얼 베이직 닷넷을 부분적으로 지원한다.

## 구조
닷넷 코어는 ASP.NET Core 웹 응용 프로그램, 명령줄 응용 프로그램, 라이브러리 및 유니버셜 윈도우 플랫폼 앱, 응용 프로그램 등 총 4가지로 크로스 플랫폼 시나리오를 지원한다. 다만, 현재 윈도우의 데스크톱 소프트웨어용 표준 GUI를 렌더링하는 윈도우 폼 또는 WPF는 구현되어 있지 않다. 이에 마이크로소프트는 닷넷 코어3에서 윈도우 폼, WPF을 유니버셜 윈도우 플랫폼 앱과 함께 지원할 방침이다. 여기에 닷넷 코어는 NuGet 패키지의 사용을 지원한다. 윈도우 버전의 닷넷 프레임워크와는 달리 업데이트는 윈도우 업데이트에서만 주로 이루어지만, 닷넷 코어는 업데이트를 패키지 관리자 형식으로 업데이트를 하는 장점이 있다.
닷넷 코어는 공통 언어 런타임(CLR)의 완전한 런타임 환경을 구현시킨 CoreCLR로 구성되어 있다. 이 런타임은 닷넷 프로그램 실행 관리를 위한 가상 컴퓨터로 마이크로소프트에서 시작하여, RyuJIT라는 JIT 컴파일을 포함한다. 또한, AOT 컴파일 된 원시 바이너리에 통합되도록 최적화 된 닷넷 원시 런타임인 CoreRT를 포함한다.
닷넷 코어는 닷넷 프레임워크의 표준 라이브러리의 일부 포크인 CoreFX도 포함되어 있으며, 닷넷 코어의 API의 일부분은 닷넷 프레임워크의 API과 동일한 부분도 있으나, 닷넷 프레임워크와는 전혀 다른 전용 API을 사용한다. 그리고 닷넷 코어의 라이브러리를 변형시켜 UWP의 개발에 활용할 수 있다.
닷넷 코어의 명령 줄 인터페이스는 운영 체제에 대한 실행 진입 점을 제공하고 컴파일 및 패키지 관리와 같은 개발자 서비스를 제공한다.

## 같이 보기
- ASP.NET MVC
- ASP.NET Core
- NuGet
- 닷넷 프레임워크
- 닷넷 마이크로 프레임워크
- 모노 (소프트웨어)
- 엔티티 프레임워크